# Biljana Pavićević (handball)
Pour les articles homonymes, voir Biljana Pavićević.
Biljana (Pavićević) Novović, née le 12 mai 1988 à Podgorica, est une handballeuse internationale monténegrine évoluant au poste d'ailière gauche au Budućnost Pogdorica.

## Palmarès
compétitions internationales
- vainqueur de la Ligue des champions en 2015 (avec ŽRK Budućnost Podgorica)

compétitions nationales
- championne du Monténégro en 2013, 2014, 2015, 2016 et 2017 (avec ŽRK Budućnost Podgorica)